# 와타나베 나오토
와타나베 나오토(일본어: 渡辺 直人, 1980년 10월 15일 ~ )는 일본의 전 프로 야구 선수이며,야구 지도자이며 현재 퍼시픽 리그인 라쿠텐 골든이글스 1군 타격 코치를 하고 있다.

## 인물

### 프로 입단 전
초등학교 3학년 때 야구를 시작하였으며 우시쿠 시립 시모네 중학교, 이바라키 현립 우시쿠 고등학교, 조사이 대학을 거쳐 2003년에 사회인 야구팀인 미쓰비시후소 가와사키에 입단했다.
입단 1년 째인 2003년과 3년 째인 2005년에 도시 대항 야구 대회에서 팀을 우승으로 이끈 경험이 있었고 자신도 유격수로서 출전하는 등 팀 승리에 기여했다. 그 후 2006년에는 제16회 IBAF 인터컨티넨탈 컵 일본 대표팀 선수로 발탁되어 대회 기간 중 9경기에 모두 출전, 3할 5푼 7리의 높은 타율을 기록했다. 사회인 베스트 나인에 선정되었고 사회인 야구팀 시절의 등번호는 2번이다. 2006년 프로 야구 드래프트 회의에서 대학생·사회인 드래프트 5순위로 도호쿠 라쿠텐 골든이글스에 입단했다.

### 라쿠텐 시절

#### 2007년
입단 1년째의 시즌 개막은 2군에서 머물렀지만 4월 17일에 1군으로 등록되면서 그 날에 열린 소프트뱅크전 7회말에 릭 쇼트의 대주자로서 출전, 8회초에는 유격수로서 마운드에 오르는 등 1군에서의 첫 출전을 했다. 다음날 18일에는 유격수로서 첫 선발 출전하여 3회말의 첫 타석에서는 스기우치 도시야와 상대하면서 첫 구를 노렸지만 2루 땅볼에 그쳤다. 7회말에는 1루 쪽 내야 안타를 기록하여 출루, 후속 타자인 다카노 후미토시가 우전 안타를 때려내며 홈을 밟아 첫 득점을 올렸다.
7월 24일의 세이부전에서는 9회초에 데뷔 후 처음으로 홈런을 기록했다. 애초에는 유격수의 대수비 요원이었지만 타석에서도 기대 이상의 모습을 보였기 때문에 선발 출전이 증가되는 등 유격수의 주전으로 활약했다. 그러나 8월 23일의 지바 롯데전에서 3차례의 실책을 범했고 타율은 3할 대를 지키면서 유력한 신인왕 후보로 거론되었지만 이후의 경기에서 뚜렷한 활약을 보여주지 못한 채 타율은 서서히 떨어졌다. 한편으로는 애초부터 하위 타선에 머물러 있었지만 시즌 후반기에는 쓰치야 뎃페이를 대신해서 1번 타자로 뛰는 경우도 많았다. 시즌 타율은 2할 6푼 8리였지만 도루 개수는 리그 7위인 25개의 도루(성공률은 8할을 넘었다)를 기록할 정도로 빠른 발을 과시했다. 그 해 양대 리그를 통해서 신인으로서는 유일하게 규정 타석을 채웠다. 삼진률 1할 5리는 그의 팀 동료인 릭 쇼트와 함께 리그 최소 기록을 세웠으며 삼진이 매우 적은 타자였다.

#### 2008년
개막전에 1번·유격수로서 출전해 “출루율을 올린다”라는 목표로 타석에서 잘 달라붙어 4사구로 출루하는 스타일을 고집하는 등 높은 출루율을 유지했다. 한때는 타율이 2할대이면서 출루율이 4할대를 넘고 있었던 시기도 있었다. 그러나 교류전에서는 3루로 도루를 시도할 때 헤드 슬라이딩을 한 영향으로 어깨 부상을 당해 큰 부상은 아니었지만 부상의 영향으로 타격 부진에 시달리는 등 후반기에 선발 멤버를 다른 선수에게 양보하는 경우가 많았다. 타율은 2할 5푼 1리로 26위에 머물렀지만 도루 개수는 작년부터 증가되기 시작하면서 34개의 도루로 리그 2위, 도루 성공률은 8할 5푼이었다. 또 사구는 22개로 월등한 성적을 남겼다.

#### 2009년
개막전은 9번·유격수로 출전, 6월 5일 도쿄 야쿠르트 스왈로스전에서는 6회말에 2루수인 고사카 마코토가 유격수로 출전했고, 유격수인 와타나베가 처음으로 2루수로 출전했다. 다음날 6일에는 2루수로서 선발 출전했고 주로 1번 외에도 2번 타자로 선발 출전하는 일도 많아지면서 3년 연속으로 팀내 1위가 되는 26개의 도루를 기록했다. 그 해의 시즌은 안정된 수비로 6번의 실책과 처음으로 실책 수가 한 자릿수에 그쳐 수비율은 리그 1위를 기록했다.

#### 2010년
그 해에는 115경기에 출전했지만 감독으로 취임한 마티 브라운이 젊은 선수들 중심의 선수 기용과 자신의 타격 부진이 겹치면서 규정 타석에는 채우지 못했고 개인 성적에 있어서는 가장 저조한 성적을 남겼다. 오프 시즌에는 재계약 갱신 후에 현금 트레이드로 요코하마 베이스타스에 이적했다. 12월 21일에 요코하마 입단 기자 회견을 실시했고 등번호는 라쿠텐 시절과 똑같은 2번으로 배정되었다.

### 요코하마·DeNA 시절

#### 2011년
2월 1일부터 시작된 요코하마의 스프링 캠프에 참가했고 실전에서는 한 번도 유격수를 지키는 일 없이 2루로 변환되었지만 4월 12일의 개막전에서 선발로 출전했다. 4월 24일의 한신 타이거스전에서는 시모야나기 쓰요시로부터 자신의 2년 만이 되는 홈런을 때려냈고 7월에는 감독 추천으로 올스타전에 처음으로 출전했다. 센다이에서 개최된 올스타전 제3차전에서는 9번·2루수로서 선발 출전해 2안타를 때려내면서 올스타전 감투 선수상을 수상했다. 여름에는 컨디션이 떨어지면서 후지타 가즈야와의 병용되는 시기도 있었지만 주전 유격수 이시카와 다케히로의 부상에 의해 9월 후반에서는 요코하마 이적 후 처음이 되는 유격수로 다시 복귀했다. 최종적으로는 팀 방침에 의해 적었던 도루 개수 외에는 예년과 같은 수준의 성적을 남겼다.

#### 2012년·2013년
시즌 직전에 치른 동일본 대지진 부흥 지원 베이스볼 매치의 일본 대표팀 선수로 발탁되었고 정규 시즌에서는 이시카와 다케히로가 사실상 2루수로 변경돼 유격수 자리는 시범 경기에서 맹활약을 보였던 가지타니 다카유키가 차지했기 때문에 개막 이후부터 출전 기회를 얻지 못했다. 가지타니의 부진에 의해 4월 후반부터 선발 출전이 계속되었지만 5월 6일 주니치 드래건스전에서 왼쪽 어깨가 탈골돼 남은 전반기 경기는 치료 때문에 2군에서 머물렀다. 1군 복귀 후에는 타격 부진에 시달렸고 우치무라 겐스케의 입단으로 인해 출전 기회가 줄어드는 등 타율도 2할 2푼 4리로 떨어졌다.

### 세이부 시절

#### 2013년
2013년 7월 7일 오사다 슈이치로와의 맞트레이드로 사이타마 세이부 라이온스로 이적했다. 등번호는 프로 입단부터 DeNA 시절까지 사용하던 2번이 아닌 8번으로 배정되었다.

## 플레이 스타일
빠른 발과 교묘한 타격의 유격수이며, 50m 달리기를 6초 대를 주파할 정도의 빠른 발을 살린 경쾌한 수비로 사회인 야구팀 시절에는 부동의 2번 타자로서 활약했다. 타격은 잡아 당기는 경향이 강한 잔기술형으로 2루타와 3루타도 많지만 우타석에서 치는 것도 자랑으로 여기고 있다.

### 타격

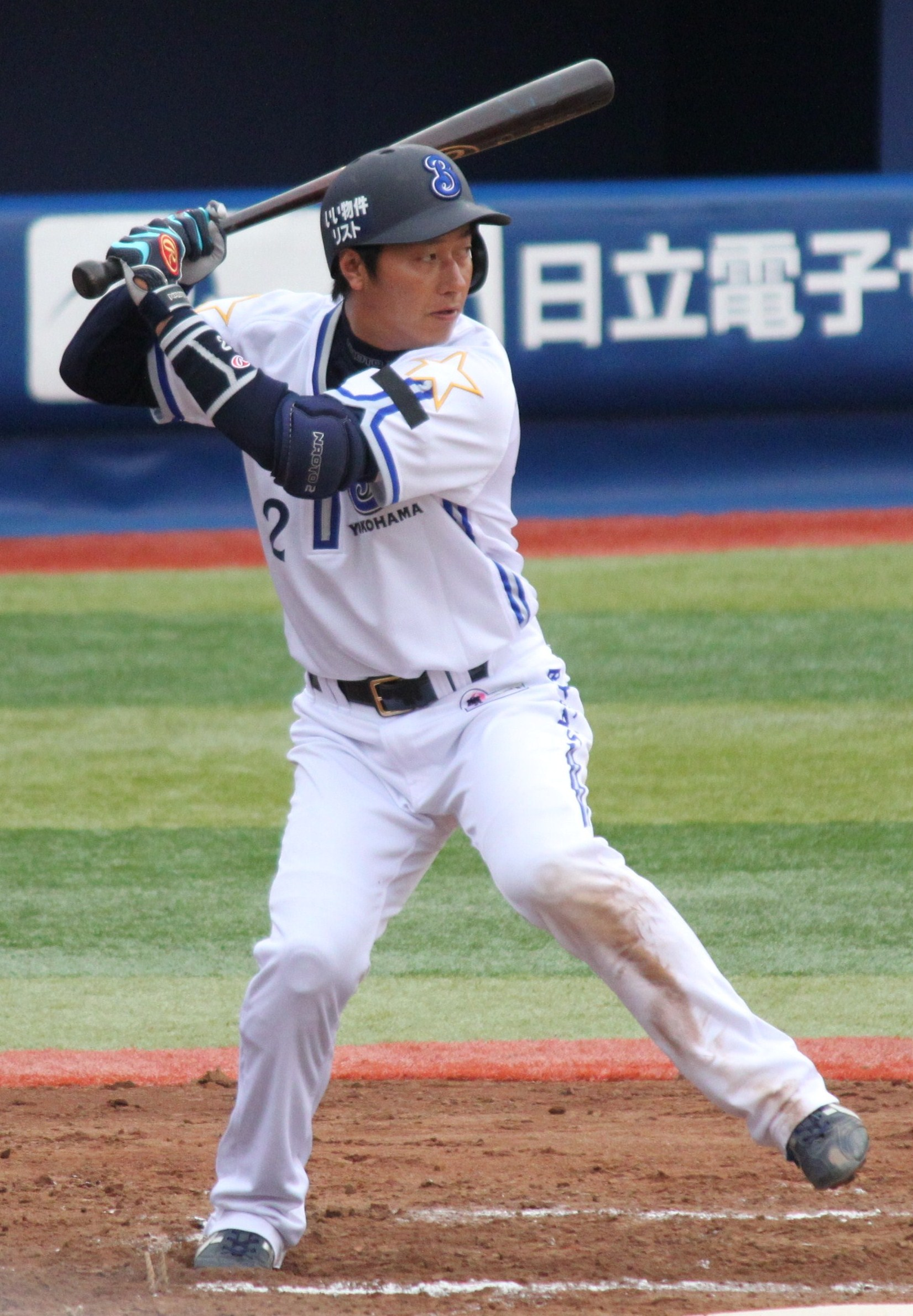
와타나베의 타격 폼(2011년)

프로에 입단할 당시에는 어깨가 내려갈 정도의 위로 향하는 기색의 스윙을 하고 있어(사회인 야구팀 선수의 특징이라고도 말하고 있다) 입단 첫 해에는 노무라 가쓰야 감독으로부터 “너의 스윙에서는 통용되지 않는다”라고 레벨 스윙의 필요성을 2시간에 걸친 수업을 받아 개막 직전에는 타격 교정을 위해 2군으로 내려갔다. 시즌에 들어가고 나서도 일이 있을 때마다 노무라 감독에게서 어퍼 스윙이 되지 않도록 조언이나 지도를 받고 있다. 그 때마다 단기간 동안 나쁜 부분을 수정해왔기 때문에 노무라 감독은 그 수정한 능력의 높음을 “좋은 선수를 잡았다”라고 평가하고 있다.
프로 1년차인 2007년부터 리그 6위인 12개의 몸에 맞는 볼을 기록해 2008년 7월 28일에는 2타석 연속 몸에 맞는 볼을 기록하여 올스타전 직전에도 불구하고 20개에 도달했다. 그러나 현재까지 몸에 맞는 볼에 의한 부상 이탈은 한번도 없었다.

### 주루
원래 빠른 발을 무기로 삼고 있으며 도루에서는 신인 시절인 2007년에 도루 25개, 2008년은 리그 2위인 34개의 도루를 기록하면서 도루 실패가 6개라는 가장 높은 도루 성공률을 남겼다. 2009년은 26개의 도루로 7번의 도루 실패와 도루 성공률이 7할 8푼 8리의 저조한 기록을 남기는 등 3년 연속 도루 성공률이 8할 이상에는 미치지 못했지만 여전히 높은 도루 성공률을 유지했다.

### 수비
수비 범위는 넓고, 다이빙 캐치 등에서의 파인 플레이도 많은 선수이지만 수비하는 데에 있어 가장 큰 문제로 꼽힌 것이 실책인데 특히 송구 실책도 약간 많은 편이다. 안정감이 있는 견실한 수비라고 하는 것보다도 풍족한 민첩성을 살린 감성형의 글러브 처리를 보여주는 선수이다. 2009년 시즌에는 수비면에서의 개선될 조짐이 보여지면서 수비율은 리그 1위를 기록했다. 그 해에는 2루수로서 골든 글러브상을 4차례 받은 경력이 있는 고사카 마코토와 기용되는 경우가 많아 유격수인 와타나베의 수비 부담이 줄어든 일도 영향을 주고 있다.

## 상세 정보

### 출신 학교
- 이바라키 현립 우시쿠 고등학교
- 조사이 대학

### 선수 경력
사회인 시대
- 미쓰비시후소 가와사키

프로팀 경력
- 도호쿠 라쿠텐 골든이글스(2007년 ~ 2010년, 2019년 ~ )
- 요코하마 베이스타스·요코하마 DeNA 베이스타스(2011년 ~ 2013년)
- 사이타마 세이부 라이온스 (2013년 ~ 2018년)
- 도호쿠 라쿠텐 골든이글스(2019년 ~ 2020년)

### 지도자 경력
- 도호쿠 라쿠텐 골든이글스 1군 플레잉 겸 타격코치(2020년)
- 도호쿠 라쿠텐 골든이글스 1군 타격 코치(2021년 ~ )

## 수상·타이틀 경력
- 올스타전 감투 선수상: 1회(2011년 제3차전)

### 개인 기록

#### 첫 기록
- 첫 출장: 2007년 4월 17일, 대 후쿠오카 소프트뱅크 호크스 4차전(풀캐스트 스타디움 미야기), 7회말에 릭 쇼트의 대주자로서 출장
- 첫 선발 출장: 2007년 4월 18일, 대 후쿠오카 소프트뱅크 호크스 5차전(풀캐스트 스타디움 미야기), 8번·유격수로서 선발 출장
- 첫 안타: 상동, 7회말에 스기우치 도시야로부터 1루 내야 안타
- 첫 도루: 2007년 4월 28일, 대 홋카이도 닛폰햄 파이터스 7차전(풀캐스트 스타디움 미야기), 9회말에 2루 안착(투수: MICHEAL, 포수: 다카하시 신지)
- 첫 타점: 2007년 5월 11일, 대 오릭스 버펄로스 6차전(스카이마크 스타디움), 3회초에 톰 데이비로부터
- 첫 홈런: 2007년 7월 24일, 대 세이부 라이온스 14차전(굿윌 돔), 9회초에 앨릭스 그레이먼으로부터 좌월 2점 홈런

#### 기록 달성 경력
- 통산 100도루: 2011년 7월 13일, 대 히로시마 도요 카프 10차전(MAZDA Zoom-Zoom 스타디움 히로시마), 7회초에 2루 안착(투수: 나카무라 교헤이, 포수: 구라 요시카즈)

#### 기타
- 올스타전 출장: 1회(2011년)

### 등번호
- 2(2007년 ~ 2013년)
- 8(2013년 ~ 2017년)
- 26(2018년 ~ 2020년)
- 74(2021년 ~ )

### 연도별 타격 성적
| 연 도     | 소 속          | 경 기 | 타 석 | 타 수 | 득 점 | 안 타 | 2 루 타 | 3 루 타 | 홈 런 | 루 타 | 타 점 | 도 루 | 도 루 자 | 희 생 번 | 희 생 플 | 볼 넷 | 고 4 | 사 구 | 삼 진 | 병 살 타 | 타 율 | 출 루 율 | 장 타 율 | O P S |
| --------- | -------------- | ----- | ----- | ----- | ----- | ----- | ------- | ------- | ----- | ----- | ----- | ----- | -------- | -------- | -------- | ----- | ---- | ----- | ----- | -------- | ----- | -------- | -------- | ----- |
| 2007년    | 라쿠텐         | 119   | 472   | 410   | 60    | 110   | 17      | 1       | 2     | 135   | 26    | 25    | 5        | 16       | 2        | 32    | 0    | 12    | 43    | 6        | .268  | .329     | .338     | .667  |
| 2008년    | 라쿠텐         | 132   | 567   | 470   | 79    | 118   | 11      | 2       | 0     | 133   | 30    | 34    | 6        | 19       | 2        | 54    | 2    | 22    | 66    | 6        | .251  | .354     | .283     | .637  |
| 2009년    | 라쿠텐         | 125   | 547   | 463   | 79    | 128   | 24      | 2       | 1     | 159   | 28    | 26    | 7        | 19       | 3        | 55    | 1    | 7     | 69    | 13       | .276  | .360     | .343     | .703  |
| 2010년    | 라쿠텐         | 115   | 425   | 355   | 43    | 94    | 14      | 1       | 0     | 110   | 26    | 12    | 3        | 20       | 1        | 39    | 1    | 10    | 43    | 8        | .265  | .353     | .310     | .663  |
| 2011년    | 요코하마· DeNA | 126   | 469   | 403   | 33    | 107   | 16      | 2       | 1     | 130   | 24    | 7     | 5        | 19       | 0        | 36    | 0    | 11    | 73    | 13       | .266  | .342     | .323     | .665  |
| 2012년    | 요코하마· DeNA | 70    | 213   | 174   | 19    | 39    | 4       | 0       | 0     | 43    | 10    | 2     | 4        | 5        | 0        | 24    | 0    | 10    | 27    | 1        | .224  | .351     | .247     | .598  |
| 2013년    | 14             | 15    | 14    | 3     | 2     | 0     | 0       | 0       | 2     | 0     | 0     | 0     | 0        | 0        | 1        | 0     | 0    | 5     | 1     | .143     | .200  | .143     | .343     |       |
| 2013년    | 세이부         | 56    | 177   | 139   | 9     | 28    | 3       | 1       | 0     | 33    | 4     | 3     | 2        | 23       | 1        | 9     | 0    | 5     | 19    | 6        | .201  | .273     | .237     | .510  |
| '13합     | 세이부         | 70    | 192   | 153   | 12    | 30    | 3       | 1       | 0     | 35    | 4     | 3     | 2        | 23       | 1        | 10    | 0    | 5     | 24    | 7        | .196  | .266     | .229     | .495  |
| 2014년    | 세이부         | 104   | 429   | 350   | 35    | 91    | 17      | 1       | 0     | 110   | 26    | 4     | 0        | 35       | 1        | 32    | 0    | 11    | 46    | 9        | .260  | .340     | .314     | .654  |
| 2015년    | 세이부         | 83    | 188   | 158   | 20    | 43    | 7       | 1       | 0     | 52    | 23    | 1     | 0        | 10       | 1        | 14    | 0    | 5     | 26    | 2        | .272  | .348     | .329     | .679  |
| 2016년    | 세이부         | 70    | 207   | 181   | 18    | 56    | 3       | 2       | 0     | 63    | 16    | 1     | 0        | 11       | 2        | 10    | 0    | 3     | 20    | 5        | .309  | .352     | .348     | .700  |
| 2017년    | 세이부         | 32    | 79    | 68    | 3     | 16    | 7       | 0       | 0     | 23    | 3     | 0     | 0        | 4        | 0        | 7     | 0    | 0     | 14    | 2        | .235  | .307     | .338     | .645  |
| 2018년    | 라쿠텐         | 69    | 111   | 96    | 12    | 20    | 3       | 3       | 2     | 35    | 12    | 0     | 0        | 2        | 0        | 11    | 0    | 2     | 19    | 1        | .208  | .303     | .365     | .667  |
| 2019년    | 라쿠텐         | 19    | 19    | 16    | 1     | 1     | 0       | 0       | 1     | 4     | 1     | 0     | 0        | 1        | 0        | 1     | 0    | 1     | 7     | 0        | .063  | .167     | .250     | .417  |
| NPB：13년 | NPB：13년      | 1134  | 3918  | 3297  | 414   | 853   | 126     | 16      | 7     | 1032  | 229   | 115   | 32       | 184      | 13       | 325   | 4    | 99    | 477   | 73       | .259  | .342     | .313     | .655  |

- 2019년 기준, 굵은 글씨는 시즌 최고 성적.
- 요코하마(요코하마 베이스타스)는 2012년에 DeNA(요코하마 DeNA 베이스타스)로 구단명을 변경

### 연도별 수비 성적
| 2007 | -  | -   | -   | -  | -  | -     | -     | -   | -   | -  | -  | -     | 119 | 156 | 329 | 13 | 65 | .974  |     |     |      |    |     |       |
| 2008 | -  | -   | -   | -  | -  | -     | -     | -   | -   | -  | -  | -     | 131 | 186 | 360 | 16 | 62 | .972  |     |     |      |    |     |       |
| 2009 | 5  | 8   | 10  | 0  | 1  | 1.000 | -     | -   | -   | -  | -  | -     | 124 | 175 | 337 | 6  | 78 | .988  |     |     |      |    |     |       |
| 2010 | -  | -   | -   | -  | -  | -     | -     | -   | -   | -  | -  | -     | 111 | 165 | 312 | 8  | 58 | .984  |     |     |      |    |     |       |
| 2011 | 97 | 230 | 267 | 9  | 54 | .982  | -     | -   | -   | -  | -  | -     | 21  | 33  | 50  | 1  | 11 | .988  |     |     |      |    |     |       |
| 2012 | 4  | 10  | 4   | 1  | 0  | .933  | 1     | 0   | 0   | 0  | 0  | ----  | 48  | 63  | 143 | 6  | 19 | .972  |     |     |      |    |     |       |
| 2013 | 1  | 2   | 0   | 0  | 0  | 1.000 | 21    | 48  | 52  | 1  | 10 | .990  | 32  | 19  | 39  | 1  | 2  | .983  | 2   | 2   | 2    | 0  | 1   | 1.000 |
| 2014 | 4  | 18  | 3   | 0  | 0  | 1.000 | 1     | 0   | 0   | 0  | 10 | .000  | 39  | 10  | 37  | 0  | 4  | 1.000 | 85  | 107 | 181  | 4  | 30  | .986  |
| 2015 | 12 | 24  | 4   | 0  | 4  | 1.000 | 3     | 7   | 5   | 1  | 2  | .923  | 38  | 8   | 33  | 1  | 3  | .976  | 34  | 28  | 43   | 3  | 11  | .959  |
| 2016 | 16 | 59  | 6   | 1  | 2  | .985  | 1     | 1   | 0   | 0  | 0  | 1.000 | 49  | 33  | 69  | 1  | 9  | .990  | 7   | 3   | 7    | 0  | 1   | 1.000 |
| 2017 | -  | 7   | 4   | 11 | 0  | 2     | 1.000 | -   | -   | -  | -  | -     | -   |     |     |    |    |       |     |     |      |    |     |       |
| 2018 | -  | -   | -   | -  | -  | -     | 15    | 24  | 34  | 0  | 2  | 1.000 | 20  | 4   | 11  | 1  | 1  | .938  | 8   | 6   | 9    | 0  | 2   | 1.000 |
| 통산 | 33 | 103 | 13  | 1  | 6  | .991  | 147   | 328 | 372 | 12 | 69 | .983  | 186 | 78  | 200 | 4  | 21 | .986  | 690 | 924 | 1773 | 57 | 338 | .979  |

- 2018년 기준, 굵은 글씨는 시즌 최고 성적.